# Гадкий я 4
«Га́дкий я 4» (англ. Despicable Me 4) — американский анимационный фильм-комедия от Illumination и Universal Pictures. Является продолжением мультфильма «Гадкий я 3» (2017) и шестой картиной франшизы «Гадкий я». Режиссёром выступил Крис Рено, сорежиссёром — Патрик Делаж, сценаристами — Майк Уайт и Кен Даурио. Главных персонажей озвучили Стив Карелл, Кристен Уиг, Пьер Коффен, Миранда Косгроув и Стив Куган. Вышел в кинотеатрах США 3 июля 2024 года. Мультфильм получил смешанные отзывы от критиков, но оказался коммерческим успехом, став одним из самых кассовых фильмов 2024 года.

## Сюжет
Агент Антизлодейской лиги (АЗЛ) Грю посещает встречу выпускников в лицее Па Бон, где он встречает своего бывшего соперника Максима Ле Мала, который ненавидит Грю за то, что тот украл его номер на шоу талантов, когда они были моложе. Максим рассказывает, что он усилил себя частями тела таракана, чтобы стать сильнее и завоевать мир. После этого Грю арестовывает и сажает его в тюрьму. Максим сбегает из тюрьмы на следующий день с помощью своей подруги Валентины и раскрывает своё изобретение — превращающее людей в гибриды человека и таракана, которое он планирует использовать на сыне Грю, Грю-младшем.
Сайлас Найспопс навещает семью Грю, чтобы сообщить им о побеге Максима, и о том, что АЗЛ придётся переселить семью Грю в дом в другом городе под названием Мэйфлауэр под новыми именами. Большинство миньонов попадают в АЗЛ, где Сайлас выбирает пятерых из них — Дэйва, Мела, Гаса, Тима и Джерри — для наделения способностями в рамках инициативы под названием «Мегаминьоны», но инициатива отменяется после того, как группа наносит огромный ущерб городу.
В своём новом месте жительства Грю и его семья знакомятся со своими соседями Прескоттами и их дочерью-подростком Поппи. Поппи, начинающая злодейка, узнаёт Грю по его прежней карьере злодея и угрожает разоблачить его, если он не поможет ей совершить ограбление и украсть талисман лицея Па Бон, медоеда по имени Ленни, чтобы она могла поступить туда. Они, с помощью двух миньонов и Грю-младшего, успешно похищают Ленни из школы. Директор школы Убельшлехт узнаёт Грю по записям с камер наблюдения и определяет его место жительства по координатам с трекера, вмонтированного в ошейник Ленни. Желая отомстить, директор созванивается с Максимом и рассказывает, где прячется Грю и его семья.
На следующий день, когда Грю и Люси отправились на игру в теннис с Прескоттами, директор Убельшлехт наведывается в дом, чтобы расспросить девочек о местонахождении Грю. Грю и Люси спешат домой после того, как их зовет Марго, и вступают в схватку с Убельшлехт. Люси также связывается с АЗЛ, которая, в свою очередь, отзывает Мегаминьонов из отставки, чтобы остановить Максима. Однако в суматохе Грю-младший выходит из дома, и его замечают Максим и Валентина, которые похищают его.
С помощью Поппи, Грю встречается с Максимом в здании, где он рассказывает, что превратил Грю-младшего в гибрид таракана, после чего начинается схватка. Ободряющие слова Грю помогают Грю-младшему выйти из агрессивного состояния, после чего он нападает на Максима. Максим падает на землю, после чего его окружают новоприбывшие Мегаминьоны и арестовывают его.
Грю и его семья возвращаются в свой дом, где доктор Нефарио обращает трансформацию Грю-младшего вспять. Позже Грю навещает Максима в тюрьме, чтобы поговорить и уладить их разногласия. Затем пара, а затем и вся тюрьма (включая злодеев предыдущих фильмов: Вектора и его отца, Эль Мачо, Бальтазара Брейка, Скарлетт и Херба Оверкилл и Злобную Шестёрку) исполняет песню «Everybody Wants to Rule the World», в то время как Поппи успешно поступает в лицей Па Бон.

## Роли озвучивали
- Стив Карелл — Грю: шпион и бывший суперзлодей, ставший агентом Антизлодейской лиги. Приёмный отец Марго, Эдит и Агнес, а также муж Люси.
- Кристен Уиг — Люси Уайлд: агент Антизлодейской лиги, жена Грю и приёмная мать девочек.
- Уилл Феррелл — Максим Ле Маль: суперзлодей, жаждущий отомстить Грю и его семье.
- Джоуи Кинг — Поппи[4]
- София Вергара — Валентина: возлюбленная Ле Маля.
- Миранда Косгроув — Марго: старшая приёмная дочь Грю и Люси.
- Стив Куган — Сайлас Найспопс: бывший руководитель Антизлодейской лиги, ушедший в отставку в предыдущем мультфильме.
- Пьер Коффен — миньоны: приспешники Грю.
- Дана Гайер[англ.] — Эдит: средняя приёмная дочь Грю и Люси.
- Мэдисон Полан — Агнес: младшая приёмная дочь Грю и Люси.

Необъявленных персонажей озвучили Стивен Кольбер, Хлоя Файнмен и Крис Рено.

## Производство
Разработка «Гадкого я 4» началась в сентябре 2017 года. В феврале 2022 года выход мультфильма был официально подтверждён, в то время как Рено был назначен режиссёром, Делаж — сорежиссёром, а Уайт — сценаристом. Производство стартовало к июню 2022 года, а Стив Карелл приступил к озвучиванию после «пары репетиций». В январе 2024 года стало известно, что роли в мультфильме получили Уилл Феррелл (Максим Ле Маль), Джоуи Кинг (Поппи), София Вергара (Валентина), Стивен Кольбер, Хлоя Файнмен и Мэдисон Полан (Агнес). Сопродюсером стал Бретт Хоффман, соавтором сценария — Кен Даурио.

## Маркетинг
Первый трейлер мультфильма вышел 28 января 2024 года.

## Релиз
«Гадкий я 4» вышел в американский прокат 3 июля 2024 года.

## Восприятие
По результатам опроса, проведённого компанией Fandango в декабре 2023 года, «Гадкий я 4» расположился на шестом месте среди самых ожидаемых фильмов 2024 года. Фильм вызвал смешанную реакцию у критиков: агрегатор Rotten Tomatoes присвоил фильму среднюю оценку в 5.6/10 при 56 % положительных отзывов. Согласно оценкам другого агрегатора, Metacritic, фильм получил 52 из 100 на основании мнений 36 критиков. Многие критики отметили обилие в фильме множества излишних персонажей и «плоскость» главного злодея мультфильма.